# José María González y González
José María González y González (1840-1912) fue un anarquista francés, discípulo de Santiago Villavieja, fuertemente influenciado por las obras de Proudhon,  y uno de los iniciadores del congreso obrero de 1876. Participó en la Guerra de Reforma a partir de 1858. Ejercía el oficio de sastre pero sus ideas anarquistas lo llevaron a publicar artículos periodísticos donde denunció los abusos del gobierno contra los campesinos y trabajadores urbanos y participó activamente en el movimiento agrario a finales del siglo XIX. Asimismo promovió el cooperativismo en México al proponer la creación de comunidades agrícolas erigidas sobre la base de la libre asociación. 
Se conoce muy poco de la vida de José María González pero sus publicaciones en la prensa proletaria dejaron mucha información sobre sus ideas y algunos datos biográficos. El historiador John M. Heart se refiere a González de la siguiente manera:

"El sastre González, retando abiertamente el principio mismo del gobierno, era un constante recordatorio de la reacción negativa de muchos artesanos al impacto económico y social".

## González y el Cooperativismo en México
Durante la segunda mitad del siglo XIX los anarquistas mexicanos impulsaron el cooperativismo y el colectivismo, lucharon en las organizaciones obrero artesanales con los elementos moderados que contaban con el apoyo del gobierno, y a través de la prensa proletaria (El Socialista, El Hijo del Trabajo, El Obrero Internacional, etc.) promovieron la lucha sindical, al tiempo que difundían la ideología libertaria y propiciaban la organización de los trabajadores a nivel nacional.
La organización de cooperativistas mexicanos comprendía grupos de artesanos y/o trabajadores comunes unidos para la protección de sus productos e intereses. Los cooperativistas creían que, organizando la producción, viviendo en grupos que comerciaban sus bienes en común y compraban de grupos similares, los intereses del trabajador estarían protegidos de elementos más poderosos presentes en la sociedad capitalista. En 1876, José María González explicaba como había de comenzarse:

"Establecida una compañía cooperativa… se establecen inmediatamente almacenes de consumo de efectos de primera necesidad… Una vez que el fondo aumenta, se establecen talleres para dar trabajo al socio… con esto se consigue hacer independiente al trabajador del capitalista y hacer subir el precio del trabajo". 

El cooperativismo se concibió como un movimiento creciente que pronto abarcaría a todos. La campaña anarquista por la sociedad colectivista se efectuó durante la década de 1870 y tuvo algún éxito.

## Obra
González publicó sus denuncias al gobierno principalmente en El Hijo del Trabajo, siempre fungiendo de abogado de los campesinos, artesanos y trabajadores urbanos que sufrían injusticias y abusos. En sus escritos se deja ver claramente su ideología anarquista:
"La revolución social.
¿Cuál es el objeto de esa revolución?
Extinguir el proletariado.
¿Entonces el gobierno puede expedir leyes que «tiendan a ese fin»?
El gobierno no puede nada.
¿Por qué?
Porque es el primer esclavo".
Afirmaba que la pobreza y la inestabilidad económica y política eran consecuencia de la corrupción y torpeza del gobierno.

"Cada día se hace notar más la escasez de trabajo, advirtiéndose a la vez lo mal remunerado del poco que hay; no es extraño, por lo mismo, que el número de gente ociosa aumente, y que la miseria se enseñoree de la clase obrera y la conduzca a la desesperación, y los efectos que produzca esta desesperación han de ser de fatales consecuencias para la sociedad, y nadie tendrá la culpa de ese funesto resultado más que el torpe gobierno actual y la sórdida avaricia de los ricos". 

Entre sus artículos publicados se encuentran:
- Nuestras ideas
- Las sociedades mutualistas
- Temores
- A los poderosos
- Necesidad de reforma
- ¡Siempre lo mismo!
- De rodillas, miserables
- Los obreros
- También son hombres
- Aparece la luz
- A la sociedad de artesanos de Oaxaca
- El pueblo esclavo
- Los abusos en la fábrica de Contreras
- Apeo y deslinde de terrenos ¡Abajo la usurpación!
- Aspiraciones justas
- Al C. general Porfirio Díaz
- La cuestión indígena
- Hacienda de Bocas
- ¡Dos meses!
- Negocio color de suelo de cocina
- Consummatum est
- Con el sombrero en la mano y la sonrisa en los labios
- Ante un cadáver o ante una fiera
- ¡Velad!
- Axiomas
- Estamos justificados
- No nos oyen
- El pueblo y los gobiernos